# Черепков, Виктор Иванович
Ви́ктор Ива́нович Черепко́в (16 апреля 1942, село Казинка, Скопинский район, Рязанская область, РСФСР, СССР — 2 сентября 2017, Москва, Россия) — российский политический деятель и правозащитник, депутат Государственной думы России третьего и четвёртого созывов. Мэр Владивостока в 1993—1994 и 1996—1998 годы. Капитан первого ранга в отставке.

## Биография
Родился 16 апреля 1942 года в селе Казинка Скопинского района Рязанской области. В семье было 9 детей.

### Образование и служба
Окончил железнодорожное техническое училище и Тихоокеанское высшее военно-морское училище.
C 1967 года по 1993 год проходил службу на различных должностях в подразделениях Тихоокеанского флота. Закончил службу в звании капитана первого ранга.

### Политическая деятельность

#### Депутат Приморского краевого совета
В марте 1990 года избран депутатом Приморского краевого совета народных депутатов XXI созыва от 65 избирательного округа (город Владивосток). С апреля 1990 года входил в состав комиссии краевого совета по вопросам обороны и государственной безопасности, а также комиссии по социальной справедливости. Впоследствии возглавлял комиссию по правам человека и защите военнослужащих. Дважды, в апреле 1990 года в и октябре 1991 года выставлял свою кандидатуру на должность председателя краевого совета, однако оба раза не набрал необходимого количества голосов депутатов. Во время Августовского путча поддержал руководство РСФСР и Президента Бориса Ельцина. Выступил на митинге 21 августа на центральной площади Владивостока с осуждением ГКЧП, призвал жителей края и военнослужащих не подчинятся его распоряжениям и переходить на сторону законной власти. Поддержал решение об отстранении от должности председателя краевого совета Алексея Волынцева в связи с его бездействием во время августовских событий. Настаивал на необходимости полного переизбрания руководства совета, однако не получил поддержки депутатов.

#### Мэр Владивостока
26 июня 1993 года избран главой администрации (мэром) Владивостока, опередив по количеству поданных голосов 18 соперников, включая президента страховой кампании «Дальроссо» Владимира Шахова, а также председателя Приморской акционерной корпорации производителей, бывшего секретаря горкома КПСС Бориса Фадеева, поддержанного администрацией Приморского края.
Во время октябрьских событий 1993 года Черепков поддержал Бориса Ельцина в его противостоянии с Верховным Советом России. Подписал заявление совета глав администраций Приморья, в котором одобрил «самые решительные и жёсткие действия Президента России Б. Н. Ельцина, правительств РФ и Москвы по наведению порядка в столице нашего Отечества», а также запретил проведение митингов и шествий во Владивостоке. В ноябре постановлением главы администрации города № 910 был распущен Владивостокский городской совет, а его полномочия переданы администрации во главе с Черепковым до выборов нового представительного органа.
С самого начала работы в должности мэра Черепков находился в конфликте с главой администрации (впоследствии — Губернатором Приморского края) Евгением Наздратенко. Во второй половине 1993 года краевые власти сократили отчисления в городской бюджет, а также вывели из подчинения мэру районные администрации Владивостока. В апреле 1994 года Черепкову было предъявлено обвинение в получении взятки. 16 марта 1994 года был отстранён от должности мэра. После отказа покинуть рабочий кабинет, здание мэрии было взято штурмом ОМОНом. 28 ноября 1994 года Генеральная прокуратура РФ прекратила уголовное дело «за отсутствием состава преступления» и возбудила новое уголовное дело по факту фальсификации взятки в отношении руководства УМВД Приморского края.
В 1995 году Черепков был избран заместителем председателя Федерально-демократического движения России. В сентябре того же года он создал и возглавил Всероссийский союз правозащитников.
В конфликте Черепкова и Наздратенко федеральные власти России поддержали губернатора края. 23 декабря 1994 года президент России Борис Ельцин подписал указ об отстранении Черепкова от должности мэра «в связи с длительным неисполнением служебных обязанностей». После смещения мэра был отстранён его первый заместитель Владимир Гильгенберг, а также под разными предлогами уволено более 50 сотрудников мэрии. В июне 1996 года Госдума приняла постановление «О незаконном отстранении от должности мэра города Владивостока В. И. Черепкова». 14 августа 1996 года решением Хамовнического районного суда Москвы Черепков восстановлен в должности мэра. 24 сентября 1996 года Ельцин своим указом восстановил Черепкова в должности мэра.
Во время командировки Черепкова 26 сентября 1997 года Дума Приморского края приняла решение о прекращении его полномочий и назначении и. о. мэра Юрия Копылова, однако месяц спустя отменила своё решение. В конце 1998 года Виктор Черепков собирался принять участие в новых выборах мэра, однако крайизбирком отменил его регистрацию в качестве кандидата. 28 ноября 1998 года отстранён от должности указом президента России Бориса Ельцина «в связи с истечением срока полномочий».
Спустя полтора года Виктор Черепков принял участие в выборах главы города 18 июня 2000 года, но на этот раз получил лишь 27,2 % голосов, уступив Юрию Копылову. Вновь предпринял попытку вернуться на пост мэра летом 2004 года. По итогам первого тура, состоявшегося 4 июля, Черепков занял второе место с результатом в 26,34 % голосов и лишь на 0,5 % отставал от фаворита предвыборной кампании Владимира Николаева. Однако затем Черепков по решению Ленинского районного суда Владивостока был снят с выборов и не допущен к участию во втором туре.

#### Депутатская деятельность
17 января 1999 года избран депутатом Владивостокской городской думы. Возглавляемый им избирательный блок «Единый город» получил 14 из 16 депутатских мест. В апреле 1999 года суд Владивостока признал незаконным избрание Черепкова депутатом городской думы.
26 марта 2000 года был избран депутатом Государственной думы третьего созыва. С 26 апреля 2000 года — член комитета Государственной думы по безопасности.
В апреле 2002 года входил в группу депутатов, направивших на рассмотрение в Государственную думу законопроект № 200212-3, которым предусматривалось оставить государственной ведомственной охране право осуществлять охрану только объектов государственной формы собственности. 10 декабря 2002 года депутаты отозвали законопроект.

#### Участие в губернаторских выборах
Во второй половине 1990-х — начале 2000-х годов Виктор Черепков дважды принимал участие в выборах Губернатора Приморского края. Впервые он выставил свою кандидатуру в декабре 1995 года. Был поддержан Приморской организацией партии Демократический выбор России. По результатам выборов занял второе место с результатом 17,5 % голосов, проиграв действующему губернатору Евгению Наздратенко.
Следующие губернаторские выборы в Приморье 19 декабря 1999 года прошли без участия Виктора Черепкова. Несмотря на то, что на первом этапе избирательной кампании он принял решение о выдвижении своей кандидатуры и собрал необходимое количество подписей в свою поддержку, в итоге Черепков отказался от участия в выборах в знак протеста против давления со стороны краевых властей. В отсутствие сильных оппонентов победу вновь одержал Наздратенко.
После отставки Наздратенко в феврале 2001 года Черепков заявил о своем намерении принять участие в досрочных выборах губернатора. Среди 14 зарегистрированных кандидатов он по предварительным опросам обладал наибольшим рейтингом поддержки. Незадолго до первого тура голосования с Черепковым почти сравнялся Сергей Дарькин, сумевший провести энергичную предвыборную кампанию. В первом туре 27 мая Дарькин набрал 23,94 % голосов, Черепков — 20,02 %. 14 июня, за три дня до второго тура, краевой суд отменил регистрацию Черепкова под предлогом нарушения правил предвыборной агитации.
Помимо участия в выборах Губернатора Приморского края, Виктор Черепков в декабре 2003 года был зарегистрирован в качестве кандидата на пост Главы администрации Тамбовской области, однако вскоре после регистрации отказался от участия в выборах и снял свою кандидатуру.

#### Участие в президентских выборах
В декабре 2011 года заявил о намерении баллотироваться кандидатом в президенты России на выборах 2012 года. Центризбирком зарегистрировал инициативную группу из не менее 500 человек, выдвинувшую Черепкова. Таким образом, Черепков мог стать зарегистрированным кандидатом в президенты Российской Федерации, если бы не позднее, чем в 18:00 18 января 2012 года собрал бы два миллиона подписей; однако он отказался сдавать подписи.

#### Участие в выборах мэра Владивостока 2013 года
Был выдвинут от партии «Альянс Зелёных» кандидатом на должность главы города Владивостока 16 июля 2013 года, так как собственная партия Черепкова в очередной раз не смогла пройти регистрацию в Минюсте. 2 августа 2013 года был зарегистрирован Владивостокской городской муниципальной избирательной комиссией.
По результатам выборов мэра Владивостока, состоявшихся 8 августа 2013 года, Черепков занял 2-е место, уступив отстранённому от должности 2 июня 2016 года (де-юре — действующему) главе администрации города, бывшему члену партии «Единая Россия», Игорю Пушкарёву.
Являлся лидером незарегистрированной партии «Свобода и народовластие».

### Смерть
Умер на 76-м году жизни утром 2 сентября 2017 года в Центральной клинической больнице Москвы. Причина смерти — онкологическое заболевание. В завещании изъявил желание быть похороненным во Владивостоке. Похоронен на Лесном кладбище Владивостока.

## Телевидение
- Архипелаг Русский «Виктор Черепков спас военнослужащих на острове Русском от жестокого геноцида»[35] — 1993 год
- «Давай поженимся!»[36] — 2015 год

## Награды и звания
- Заслуженный рационализатор РСФСР (1980)
- 25 августа 1991 года награждён медалью «Защитнику свободной России»[источник не указан 1073 дня].
- 28 июня 2007 года, как экс-мэр, удостоен звания «Почётный гражданин города Владивостока»[37].